# Теодор Врана
Теодор Врана (на гръцки: Θεόδωρος Βρανᾶς) е византийски военачалник и аристократ. В края на живота си служи и на Латинската империя създадена в Константинопол след 1204 година. Наричан е Ли Вернас от западните хроникьори на Четвъртия кръстоносен поход включително и Жофроа дьо Вилардуен. 
Теодор е син на византийския военачалник Алексий Врана убит през 1187 година в опит да завземе трона. И чрез двамата си родители е свързан с императорската фамилия на Комнините. Майка му Ана Ватацина Комнина е внучка на византийския василевс Йоан II Комнин. Предполага се че е роден в Адрианопол, където семейството му имало наследствени земи.
Към 1193 година, а може и по-рано според хроникьора Алберих дьо Троа-Фонтен, Теодор станал любовник на императрицата вдовица Агнес Френска, тогава 22-годишна. Те не могли да се оженят тогава, тъй като Ана е можела да изгуби зестрата си.
Теодор воюва с ограничени успехи при управлението на Исак II Ангел. Той командва отряд алански наемници по време на преминаването през Византия на рицарите на Фридрих Барбароса по време на Третия кръстоносен поход през 1189 година.
Не забравяйки убийството на баща си, заедно с други видни аристократи взема дейно участие в свалянето на Исак II Ангел и поставянето на брат му Алексий III Ангел на трона. Военната му кариера продължава, като участва в защитата на Константинопол срещу кръстоносците от Четвъртия кръстоносен поход 1202–1203 година. 
След завладяването на Константинопол от кръстоносците Теодор Врана става първият византийски благородник, допуснат до най-близкия кръг на васали на латинския император, Балдуин Фландърски. Като васал на императора Врана получава като феодално владение Апрос и Димотика, а като васал на Венеция - Одрин и прилежащите му територии.
Теодор и Ана се женят вероятно с разрешението на новия латински император на Константинопол – някъде към лятото на 1204 година. Те  имат една дъщеря, която се омъжва за барона Наржо дьо Туси. След 1204 година Теодор и Ана били от значима помощ за новосъздадената Латинска империя и той получава титлата „кесар“. Теодор служи като посланик на Анри Фландърски пред гърците от градовете Адрианопол и Димотика, които желаели да прекратят съюза си с българския цар Калоян и да признаят латинската власт.